# Una ragazza fuori moda
Una ragazza fuori moda (An Old-Fashioned Girl), tradotto anche come Una ragazza acqua e sapone, è un romanzo per ragazzi di Louisa May Alcott pubblicato nel 1870, sebbene la prima parte fosse uscita già nel 1869.

## Trama
Tom Shaw sta litigando con sua sorella, Fan (Fanny Shaw), per andare alla stazione a prendere un'amica di Fan. Lei non vuole andare perché si rovinerebbe i riccioli sotto la pioggia ed è quindi Tom che accetta di andare e corre alla stazione. Qui si aspetta di incontrare una signorina fresca e alla moda, del tutto simile alla sorella, ma invece incontra una ragazza di campagna con la faccia luminosa e vestiti semplici. Il suo nome è Polly.
Il primo libro narra le vicissitudini in casa Shaw dall'arrivo di Polly. La ragazza deve affrontare numerose sfide poiché viene spesso presa in giro per la sua semplicità da tutte le altre ragazze amiche di Fan e, vista la povertà dei genitori, non può permettersi vestiti alla moda e accessori costosi. Per questo dovrà anche superare anche numerose tentazioni.
La ragazza però, grazie al suo buon cuore, riuscirà pian piano a farsi voler bene da tutti per la sua semplicità e la sua capacità di riuscire sempre a portare un sorriso. Tom, a volte gentile e a volte meschino, all'inizio la riempirà di scherzi, ma poi finirà per affezionarsi a lei e considerarla una vera amica. La ragazza riuscirà inoltre a portare un avvicinamento tra Fanny, Tom e Maud, la più piccola di casa Shaw, anche con la loro nonna, una donna saggia e genuina.
Il secondo libro, si svolge sei anni dopo che Polly ha lasciato casa Shaw. Lei e Fanny sono cresciute e son o ormai due giovani ventenni. Polly ha deciso di aiutare la famiglia trasferendosi in città e offrendo lezioni di musica ai bambini di famiglie facoltose, tra cui Maud. Fan si sta godendo la vita di società tra ricevimenti e balli, sempre molto attenta alla moda e ai pettegolezzi. Tom, anche lui cresciuto, si è iscritto all'università e ha una fidanzata, Trix, sempre in gara con la sorella di lui per sfoggiare l'abito migliore. Troviamo inoltre nuovi personaggi, tra cui Willy, brillante studente, fratello di Polly, che vorrebbe diventare reverendo e il Signor Sidney, uno degli scapoli più ambiti della città.
In questa parte del romanzo, Polly dovrà di nuovo affrontare i giudizi di sé stessa e degli altri. Lavorerà in modo instancabile per guadagnarsi da vivere e aiutare il fratello con le tasse universitarie, ma dovrà di nuovo lottare contro le maldicenze della gente dell'alta società. Sarà lei, però, una delle poche persone ad aiutare la famiglia Shaw quando l'azienda di cui il padre era a capo andrà in fallimento.
Il centro del romanzo è dedicato alle storie d'amore. Tom è fidanzato, ma nonostante ciò Polly si innamora di lui. Nel frattempo, lei viene corteggiata dal gentile signor Sidney, che però piace a Fanny. Dopo aver rifiutato la proposta del signor Sidney, in parte perché innamorata di Tom e in parte per non ferire l'amica, Polly passa un brutto periodo. A causa del fallimento della famiglia Shaw, Trix, interessata solo al denaro, lascia Tom. Il ragazzo si trasferisce quindi nell'ovest per cercare di aiutare il padre, e con il tempo capisce di amare la giovane Polly, così sorridente e genuina. Al ritorno di Tom dall'ovest, Fanny annuncia al fratello il suo fidanzamento con Sidney, mentre lui chiede la mano di Polly.

## Adattamenti cinematografici
- An Old-Fashioned Girl, regia di Arthur Dreifuss, film musicale del 1949.

## Edizioni
- Louisa May Alcott, An Old-Fashioned Girl, 1870 (prima parte nel 1869).
- Louisa May Alcott, Una ragazza acqua e sapone, Corticelli, Mursia,  p. 274, ISBN 978-88-425-1583-8.
- Louisa May Alcott, Una ragazza fuori moda, DeAgostini, 2012.
- Louisa May Alcott, Una ragazza vecchio stampo, edizione integrale, flower-ed 2023